# 滨海中心
滨海中心（英語：Marina Centre）是新加坡核心商業區南部一處填海得來的土地，與滨海东和滨海南一起包圍著濱海灣。
由多個建築師於1986至1997年間共同設計發展，座落於該區的知名建築包括：新達城、滨海广场、美年径、新加坡摩天观景轮等等。

## 酒店
- 新加坡滨华大酒店
- 新加坡文华东方酒店
- 新加坡泛太平洋酒店
- 萊佛士酒店
- 费尔蒙特酒店（英语：Fairmont Singapore）
- 史丹福瑞士酒店
- 新加坡丽嘉登美年大酒店
- 港丽酒店

## 购物中心
- 滨海广场
- 新達城
- 城联广场（英语：CityLink Mall）
- 美年径
- 莱佛士城